# Saison 2019-2020 du LOSC Lille
Maillots
Chronologie
Saison précédente Saison suivante
La saison 2019-2020 du LOSC est la soixantième saison du club nordiste en première division du championnat de France, la vingtième consécutive du club au sommet de la hiérarchie du football français.
Le club évolue en Ligue 1, en Coupe de France, en Coupe de la Ligue et en Ligue des champions.

## Transferts

### Transferts estivaux
Vice-champion de France du dernier exercice, le LOSC voit ses joueurs convoités par toute l'Europe. C'est le cas du meilleur joueur de la dernière saison Nicolas Pépé. Auteur de 22 buts et 11 passes décisives, l'Ivoirien s'engage avec Arsenal pour une somme de 80 millions d'euros. Il s'agit du transfert le plus élevé de l'histoire du LOSC dans le sens des départs. Thiago Mendes et Youssouf Koné rejoignent tous les deux le concurrent lyonnais. Enfin, Rafael Leão quitte le Nord après une seule saison prometteuse pour signer avec le Milan AC.
Dans le sens des arrivées, les Dogues vont réaliser lors de ce mercato estival trois de leur quatre plus grosses acquisitions de leur histoire. Renato Sanches, vainqueur de l'Euro 2016 et élu Golden Boy, est la tête d'affiche de ce recrutement. Acheté au Bayern Munich pour 20 millions d'euros, il est le transfert le plus cher du LOSC côté arrivée. Le Turc Yusuf Yazıcı est engagé avec la lourde de tâche de remplacer Pépé. Le jeune attaquant Victor Osimhen, 20 ans, vient lui concurrencer Rémy. Le LOSC recrute également les jeunes talents Timothy Weah et Domagoj Bradarić. Benjamin André vient lui apporter son expérience au milieu de terrain.

## Compétitions
| Championnat de France     | Ligue des champions | Coupe de France                                    | Coupe de la Ligue                                              |
| ------------------------- | ------------------- | -------------------------------------------------- | -------------------------------------------------------------- |
| Quatrième place 49 points | Phase de groupes    | Huitièmes de finale éliminé par le SA Épinal (2-1) | Demi-finales éliminé par l'Olympique lyonnais (2-2 t.a.b. 4-3) |
| 15V 4N 9D                 | 0V 1N 5D            | 2V 0N 1D                                           | 2V 1N 0D                                                       |
| TOTAL: 19V 6N 15D         |                     |                                                    |                                                                |

### Championnat

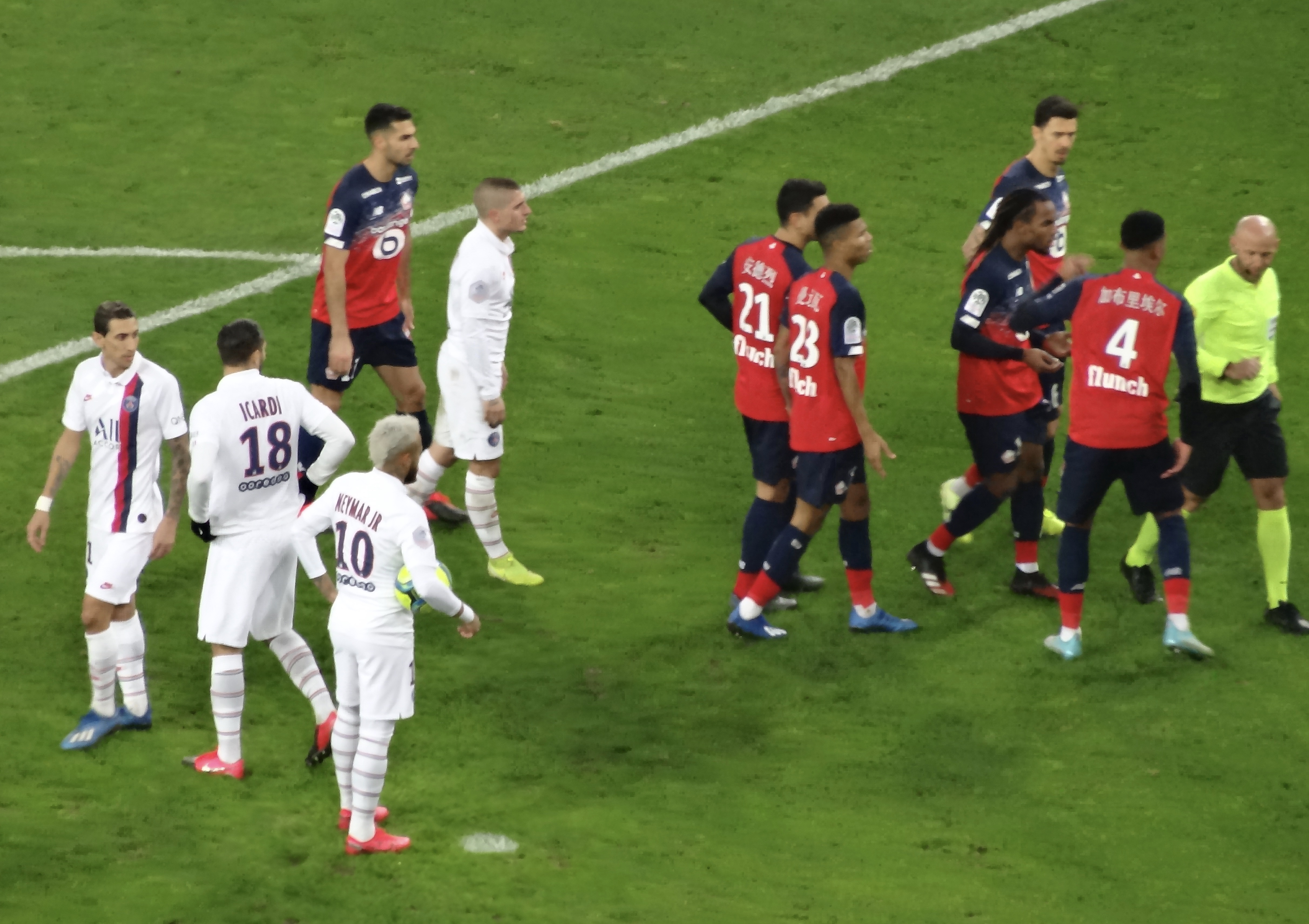
Pour la réception du PSG, à l'occasion du nouvel an chinois, les joueurs arborent des flocages en mandarin

La Ligue 1 2019-2020 est la quatre-vingt-deuxième édition du championnat de France de football et la dix-huitième sous l'appellation « Ligue 1 ». La division oppose vingt clubs en une série de trente-huit rencontres. Les meilleurs de ce championnat se qualifient pour les coupes d'Europe que sont la Ligue des Champions (le podium) et la Ligue Europa (le quatrième et les vainqueurs des coupes nationales). Le LOSC participe à cette compétition pour la soixantième fois de son histoire et la vingtième fois de suite depuis la saison 2000-2001.
Les relégués de la saison précédente, l'En Avant de Guingamp et le Stade Malherbe Caen sont remplacés par le FC Metz, champion de Ligue 2 en 2018-2019, et le Stade brestois.

#### Aller

##### Août
| Journée 1                   | LOSC                            | 2 - 1   | FC Nantes                                            | | |
| Dimanche 11 août 2019 15:00 | ( Fonte, Çelik) Osimhen 19e 80e | (1 - 0) | 51e (csc) Çelik                                      | Stade Pierre-Mauroy, Villeneuve-d'Ascq Spectateurs : 34 494 Diffuseur : beIN Sports 1 Arbitrage : Mikael Lesage | Stade Pierre-Mauroy, Villeneuve-d'Ascq Spectateurs : 34 494 Diffuseur : beIN Sports 1 Arbitrage : Mikael Lesage |
| Dimanche 11 août 2019 15:00 | Bamba 49e · Weah 65e            | Rapport | 43e Fábio · 45+3e Traoré · 77e Wagué · 90+3e Pallois | Stade Pierre-Mauroy, Villeneuve-d'Ascq Spectateurs : 34 494 Diffuseur : beIN Sports 1 Arbitrage : Mikael Lesage | Stade Pierre-Mauroy, Villeneuve-d'Ascq Spectateurs : 34 494 Diffuseur : beIN Sports 1 Arbitrage : Mikael Lesage |

| Journée 2                 | Amiens SC             | 1 - 0   | LOSC                    | | |
| Samedi 17 août 2019 20:00 | ( Akolo) Guirassy 70e | (0 - 0) |                         | Stade de la Licorne, Amiens Spectateurs : 12 481 Diffuseur : beIN Sports 1 (Multiplex) et BeIN Sports Max 4 Arbitrage : Karim Abed | Stade de la Licorne, Amiens Spectateurs : 12 481 Diffuseur : beIN Sports 1 (Multiplex) et BeIN Sports Max 4 Arbitrage : Karim Abed |
| Samedi 17 août 2019 20:00 | Ghodoos 87e           | Rapport | 39e Soumaré · 49e Ikoné | Stade de la Licorne, Amiens Spectateurs : 12 481 Diffuseur : beIN Sports 1 (Multiplex) et BeIN Sports Max 4 Arbitrage : Karim Abed | Stade de la Licorne, Amiens Spectateurs : 12 481 Diffuseur : beIN Sports 1 (Multiplex) et BeIN Sports Max 4 Arbitrage : Karim Abed |

| Journée 3                   | LOSC                                                  | 3 - 0   | AS Saint-Étienne | | |
| Mercredi 28 août 2019 19:00 | ( Bradarić, Çelik) Osimhen 37e 75e · Bamba 69e (pen.) | (1 - 0) |                  | Stade Pierre-Mauroy, Villeneuve-d'Ascq Spectateurs : 36 138 Diffuseur : Canal+ Arbitrage : Olivier Thual | Stade Pierre-Mauroy, Villeneuve-d'Ascq Spectateurs : 36 138 Diffuseur : Canal+ Arbitrage : Olivier Thual |
| Mercredi 28 août 2019 19:00 | Rapport                                               |         |                  | Stade Pierre-Mauroy, Villeneuve-d'Ascq Spectateurs : 36 138 Diffuseur : Canal+ Arbitrage : Olivier Thual | Stade Pierre-Mauroy, Villeneuve-d'Ascq Spectateurs : 36 138 Diffuseur : Canal+ Arbitrage : Olivier Thual |

##### Septembre
| Journée 4                         | Stade de Reims                           | 2 - 0   | LOSC           | | |
| Dimanche 1er septembre 2019 15:00 | Doumbia 73e (pen.) · Oudin 90e           | (0 - 0) |                | Stade Auguste-Delaune, Reims Spectateurs : 14 477 Diffuseur : beIN Sports 2 Arbitrage : Eric Wattellier | Stade Auguste-Delaune, Reims Spectateurs : 14 477 Diffuseur : beIN Sports 2 Arbitrage : Eric Wattellier |
| Dimanche 1er septembre 2019 15:00 | Romao 36e · Doumbia 78e · Chavalerin 87e | Rapport | 40e 53e Yazıcı | Stade Auguste-Delaune, Reims Spectateurs : 14 477 Diffuseur : beIN Sports 2 Arbitrage : Eric Wattellier | Stade Auguste-Delaune, Reims Spectateurs : 14 477 Diffuseur : beIN Sports 2 Arbitrage : Eric Wattellier |

| Journée 5                        | LOSC                                 | 2 - 1   | Angers SCO                | | |
| Vendredi 13 septembre 2019 19:00 | Osimhen 39e · ( André) L. Araújo 53e | (1 - 0) | 87e Bahoken ( Alioui)     | Stade Pierre-Mauroy, Villeneuve-d'Ascq Spectateurs : 32 834 Diffuseur : beIN Sports 1 Arbitrage : Ruddy Buquet | Stade Pierre-Mauroy, Villeneuve-d'Ascq Spectateurs : 32 834 Diffuseur : beIN Sports 1 Arbitrage : Ruddy Buquet |
| Vendredi 13 septembre 2019 19:00 | Osimhen 36e                          | Rapport | 67e Thomas · 90+5e Thioub | Stade Pierre-Mauroy, Villeneuve-d'Ascq Spectateurs : 32 834 Diffuseur : beIN Sports 1 Arbitrage : Ruddy Buquet | Stade Pierre-Mauroy, Villeneuve-d'Ascq Spectateurs : 32 834 Diffuseur : beIN Sports 1 Arbitrage : Ruddy Buquet |

| Journée 6                        | Stade rennais FC        | 1 - 1   | LOSC                  |                                                                                                |                                                                                                |
| Dimanche 22 septembre 2019 15:00 | ( Traoré) Hunou 68e     | (0 - 0) | 47e Ikoné ( Osimhen)  | Roazhon Park, Rennes Spectateurs : 25 772 Diffuseur : beIN Sports 1 Arbitrage : Jérôme Brisard | Roazhon Park, Rennes Spectateurs : 25 772 Diffuseur : beIN Sports 1 Arbitrage : Jérôme Brisard |
| Dimanche 22 septembre 2019 15:00 | Raphinha 6e · Mendy 42e | Rapport | 10e Çelik · 45e André | Roazhon Park, Rennes Spectateurs : 25 772 Diffuseur : beIN Sports 1 Arbitrage : Jérôme Brisard | Roazhon Park, Rennes Spectateurs : 25 772 Diffuseur : beIN Sports 1 Arbitrage : Jérôme Brisard |

| Journée 7                        | LOSC                              | 2 - 0   | RC Strasbourg Alsace | | |
| Mercredi 25 septembre 2019 19:00 | Osimhen 43e · ( Osimhen) Rémy 65e | (1 - 0) |                      | Stade Pierre-Mauroy, Villeneuve-d'Ascq Spectateurs : 30 103 Diffuseur : beIN Sports 1 (multiplex) et beIN Sports Max 5 Arbitrage : Johan Hamel | Stade Pierre-Mauroy, Villeneuve-d'Ascq Spectateurs : 30 103 Diffuseur : beIN Sports 1 (multiplex) et beIN Sports Max 5 Arbitrage : Johan Hamel |
| Mercredi 25 septembre 2019 19:00 |                                   | Rapport | 45e Sissoko          | Stade Pierre-Mauroy, Villeneuve-d'Ascq Spectateurs : 30 103 Diffuseur : beIN Sports 1 (multiplex) et beIN Sports Max 5 Arbitrage : Johan Hamel | Stade Pierre-Mauroy, Villeneuve-d'Ascq Spectateurs : 30 103 Diffuseur : beIN Sports 1 (multiplex) et beIN Sports Max 5 Arbitrage : Johan Hamel |

| Journée 8                      | OGC Nice                   | 1 - 1   | LOSC                    | | |
| Samedi 28 septembre 2019 20:00 | ( Lusamba) Dolberg 13e     | (1 - 1) | 24e L. Araújo           | Allianz Riviera, Nice Spectateurs : 18 295 Diffuseur : beIN Sports 1 (multiplex) et beIN Sports Max 7 Arbitrage : Clément Turpin | Allianz Riviera, Nice Spectateurs : 18 295 Diffuseur : beIN Sports 1 (multiplex) et beIN Sports Max 7 Arbitrage : Clément Turpin |
| Samedi 28 septembre 2019 20:00 | Lusamba 30e · Danilo 90+4e | Rapport | 14e Gabriel · 58e André | Allianz Riviera, Nice Spectateurs : 18 295 Diffuseur : beIN Sports 1 (multiplex) et beIN Sports Max 7 Arbitrage : Clément Turpin | Allianz Riviera, Nice Spectateurs : 18 295 Diffuseur : beIN Sports 1 (multiplex) et beIN Sports Max 7 Arbitrage : Clément Turpin |

##### Octobre
| Journée 9                     | LOSC                                  | 2 - 2   | Nîmes Olympique                            | | |
| Dimanche 6 octobre 2019 15:00 | Rémy 12e · Osimhen 79e                | (1 - 1) | 45+5e (pen.) Ripart · 71e Denkey ( Ripart) | Stade Pierre-Mauroy, Villeneuve-d'Ascq Spectateurs : 31 542 Diffuseur : beIN Sports 1 Arbitrage : Mikael Lesage | Stade Pierre-Mauroy, Villeneuve-d'Ascq Spectateurs : 31 542 Diffuseur : beIN Sports 1 Arbitrage : Mikael Lesage |
| Dimanche 6 octobre 2019 15:00 | Osimhen 38e · Fonte 45+3e · André 71e | Rapport | 53e Philippoteaux                          | Stade Pierre-Mauroy, Villeneuve-d'Ascq Spectateurs : 31 542 Diffuseur : beIN Sports 1 Arbitrage : Mikael Lesage | Stade Pierre-Mauroy, Villeneuve-d'Ascq Spectateurs : 31 542 Diffuseur : beIN Sports 1 Arbitrage : Mikael Lesage |

| Journée 10                   | Toulouse FC                               | 2 - 1   | LOSC                                            | | |
| Samedi 19 octobre 2019 20:00 | ( Dossevi) Sanogo 58e · Gradel 66e (pen.) | (0 - 0) | 90+3e Fonte ( Yazıcı)                           | Stadium, Toulouse Spectateurs : 12 277 Diffuseur : beIN Sports 1 (multiplex) et beIN Sports Max 8 Arbitrage : Stéphanie Frappart | Stadium, Toulouse Spectateurs : 12 277 Diffuseur : beIN Sports 1 (multiplex) et beIN Sports Max 8 Arbitrage : Stéphanie Frappart |
| Samedi 19 octobre 2019 20:00 | Saïd 14e · Sanogo 40e                     | Rapport | 71e Xeka · 73e L. Araújo · 81e Pied · 89e Fonte | Stadium, Toulouse Spectateurs : 12 277 Diffuseur : beIN Sports 1 (multiplex) et beIN Sports Max 8 Arbitrage : Stéphanie Frappart | Stadium, Toulouse Spectateurs : 12 277 Diffuseur : beIN Sports 1 (multiplex) et beIN Sports Max 8 Arbitrage : Stéphanie Frappart |

| Journée 11                   | LOSC                                                           | 3 - 0   | Girondins de Bordeaux             | | |
| Samedi 26 octobre 2019 17:30 | ( Yazıcı) André 22e · Yazıcı 63e (pen.) · ( Yazıcı) Rémy 90+1e | (1 - 0) |                                   | Stade Pierre-Mauroy, Villeneuve-d'Ascq Spectateurs : 35 925 Diffuseur : Canal+ Arbitrage : Willy Delajod | Stade Pierre-Mauroy, Villeneuve-d'Ascq Spectateurs : 35 925 Diffuseur : Canal+ Arbitrage : Willy Delajod |
| Samedi 26 octobre 2019 17:30 |                                                                | Rapport | 15e Aït Bennasser · 58e Koscielny | Stade Pierre-Mauroy, Villeneuve-d'Ascq Spectateurs : 35 925 Diffuseur : Canal+ Arbitrage : Willy Delajod | Stade Pierre-Mauroy, Villeneuve-d'Ascq Spectateurs : 35 925 Diffuseur : Canal+ Arbitrage : Willy Delajod |

##### Novembre
| Journée 12                   | Olympique de Marseille                    | 2 - 1   | LOSC                                |                                                                                                   |                                                                                                   |
| Samedi 2 novembre 2019 17:30 | ( Kamara) Sanson 47e · Garbriel 79e (csc) | (0 - 0) | 83e Soumaoro ( Yazıcı)              | Orange Vélodrome, Marseille Spectateurs : 53 321 Diffuseur : Canal+ Arbitrage : Hakim Ben El Hadj | Orange Vélodrome, Marseille Spectateurs : 53 321 Diffuseur : Canal+ Arbitrage : Hakim Ben El Hadj |
| Samedi 2 novembre 2019 17:30 | Amavi 83e                                 | Rapport | 23e Djaló · 33e Ikoné · 83e Osimhen | Orange Vélodrome, Marseille Spectateurs : 53 321 Diffuseur : Canal+ Arbitrage : Hakim Ben El Hadj | Orange Vélodrome, Marseille Spectateurs : 53 321 Diffuseur : Canal+ Arbitrage : Hakim Ben El Hadj |

| Journée 13                   | LOSC                     | 0 - 0   | FC Metz                   | | |
| Samedi 9 novembre 2019 20:00 |                          | (0 - 0) |                           | Stade Pierre-Mauroy, Villeneuve-d'Ascq Spectateurs : 33 425 Diffuseur : beIN Sports 1 (multiplex) et beIN Sports Max 4 Arbitrage : Florent Batta | Stade Pierre-Mauroy, Villeneuve-d'Ascq Spectateurs : 33 425 Diffuseur : beIN Sports 1 (multiplex) et beIN Sports Max 4 Arbitrage : Florent Batta |
| Samedi 9 novembre 2019 20:00 | Reinildo 63e · André 76e | Rapport | 51e Delaine · 74e Oukidja | Stade Pierre-Mauroy, Villeneuve-d'Ascq Spectateurs : 33 425 Diffuseur : beIN Sports 1 (multiplex) et beIN Sports Max 4 Arbitrage : Florent Batta | Stade Pierre-Mauroy, Villeneuve-d'Ascq Spectateurs : 33 425 Diffuseur : beIN Sports 1 (multiplex) et beIN Sports Max 4 Arbitrage : Florent Batta |

| Journée 14                      | Paris Saint-Germain                           | 2 - 0   | LOSC |                                                                                           |                                                                                           |
| Vendredi 22 novembre 2019 20:45 | ( Gueye) Icardi 17e · ( Draxler) Di María 31e | (2 - 0) |      | Parc des Princes, Paris Spectateurs : 47 476 Diffuseur : Canal+ Arbitrage : Willy Delajod | Parc des Princes, Paris Spectateurs : 47 476 Diffuseur : Canal+ Arbitrage : Willy Delajod |
| Vendredi 22 novembre 2019 20:45 | Kimpembe 20e · Meunier 30e                    | Rapport |      | Parc des Princes, Paris Spectateurs : 47 476 Diffuseur : Canal+ Arbitrage : Willy Delajod | Parc des Princes, Paris Spectateurs : 47 476 Diffuseur : Canal+ Arbitrage : Willy Delajod |

| Journée 15                    | LOSC                    | 1 - 0   | Dijon FCO        | | |
| Samedi 30 novembre 2019 20:00 | Osimhen 45+6e (pen.)    | (1 - 0) |                  | Stade Pierre-Mauroy, Villeneuve-d'Ascq Spectateurs : 40 074 Diffuseur : beIN Sports 1 (multiplex) et beIN Sports Max 4 Arbitrage : Jérémy Stinat | Stade Pierre-Mauroy, Villeneuve-d'Ascq Spectateurs : 40 074 Diffuseur : beIN Sports 1 (multiplex) et beIN Sports Max 4 Arbitrage : Jérémy Stinat |
| Samedi 30 novembre 2019 20:00 | Pied 42e · Reinildo 80e | Rapport | 51e Ecuele Manga | Stade Pierre-Mauroy, Villeneuve-d'Ascq Spectateurs : 40 074 Diffuseur : beIN Sports 1 (multiplex) et beIN Sports Max 4 Arbitrage : Jérémy Stinat | Stade Pierre-Mauroy, Villeneuve-d'Ascq Spectateurs : 40 074 Diffuseur : beIN Sports 1 (multiplex) et beIN Sports Max 4 Arbitrage : Jérémy Stinat |

##### Décembre
| Journée 16                  | Olympique lyonnais | 0 - 1   | LOSC                    | | |
| Mardi 3 décembre 2019 21:00 |                    | (0 - 0) | 68e Ikoné ( Osimhen)    | Groupama Stadium, Décines-Charpieu Spectateurs : 42 535 Diffuseur : Canal+ Arbitrage : Ruddy Buquet | Groupama Stadium, Décines-Charpieu Spectateurs : 42 535 Diffuseur : Canal+ Arbitrage : Ruddy Buquet |
| Mardi 3 décembre 2019 21:00 | Rafael 79e         | Rapport | 59e Çelik · 78e Sanches | Groupama Stadium, Décines-Charpieu Spectateurs : 42 535 Diffuseur : Canal+ Arbitrage : Ruddy Buquet | Groupama Stadium, Décines-Charpieu Spectateurs : 42 535 Diffuseur : Canal+ Arbitrage : Ruddy Buquet |

| Journée 17                     | LOSC                 | 1 - 0   | Stade brestois 29 | | |
| Vendredi 6 décembre 2019 19:00 | ( Ikoné) Osimhen 16e | (1 - 0) |                   | Stade Pierre-Mauroy, Villeneuve-d'Ascq Spectateurs : 32 682 Diffuseur : beIN Sports 1 Arbitrage : Eric Wattellier | Stade Pierre-Mauroy, Villeneuve-d'Ascq Spectateurs : 32 682 Diffuseur : beIN Sports 1 Arbitrage : Eric Wattellier |
| Vendredi 6 décembre 2019 19:00 |                      | Rapport | 90+2e Larsonneur  | Stade Pierre-Mauroy, Villeneuve-d'Ascq Spectateurs : 32 682 Diffuseur : beIN Sports 1 Arbitrage : Eric Wattellier | Stade Pierre-Mauroy, Villeneuve-d'Ascq Spectateurs : 32 682 Diffuseur : beIN Sports 1 Arbitrage : Eric Wattellier |

| Journée 18                      | LOSC                                    | 2 - 1   | Montpellier HSC      | | |
| Vendredi 13 décembre 2019 20:45 | Ikoné 40e (pen.) · ( Ikoné) Sanches 84e | (1 - 0) | 74e Delort ( Mollet) | Stade Pierre-Mauroy, Villeneuve-d'Ascq Spectateurs : 30 170 Diffuseur : Canal+ Sport Arbitrage : Jérôme Brisard | Stade Pierre-Mauroy, Villeneuve-d'Ascq Spectateurs : 30 170 Diffuseur : Canal+ Sport Arbitrage : Jérôme Brisard |
| Vendredi 13 décembre 2019 20:45 | André 25e · Sanches 85e · Ikoné 85e     | Rapport | 37e Savanier         | Stade Pierre-Mauroy, Villeneuve-d'Ascq Spectateurs : 30 170 Diffuseur : Canal+ Sport Arbitrage : Jérôme Brisard | Stade Pierre-Mauroy, Villeneuve-d'Ascq Spectateurs : 30 170 Diffuseur : Canal+ Sport Arbitrage : Jérôme Brisard |

| Journée 19                    | AS Monaco                                                                                              | 5 - 1   | LOSC                 | | |
| Samedi 21 décembre 2019 20:45 | ( Ben Yedder) Martins 23e · ( Aguilar) Baldé 29e · ( Aguilar) Ben Yedder 53e 65e · ( Silva) Glik 90+2e | (2 - 1) | 13e Osimhen ( Ikoné) | Stade Louis-II, Monaco Spectateurs : 5 388 Diffuseur : beIN Sports 1 (Multiplex) et beIN Sports 3 Arbitrage : Mikael Lesage | Stade Louis-II, Monaco Spectateurs : 5 388 Diffuseur : beIN Sports 1 (Multiplex) et beIN Sports 3 Arbitrage : Mikael Lesage |
| Samedi 21 décembre 2019 20:45 | Golovin 28e · Maripán 31e · Baldé 66e · Aguilar 70e                                                    | Rapport | 9e Fonte             | Stade Louis-II, Monaco Spectateurs : 5 388 Diffuseur : beIN Sports 1 (Multiplex) et beIN Sports 3 Arbitrage : Mikael Lesage | Stade Louis-II, Monaco Spectateurs : 5 388 Diffuseur : beIN Sports 1 (Multiplex) et beIN Sports 3 Arbitrage : Mikael Lesage |

#### Retour

##### Janvier
| Journée 20                     | Dijon FCO                                         | 1 - 0   | LOSC                                       | | |
| Dimanche 12 janvier 2020 17:00 | Tavares 47e                                       | (0 - 0) |                                            | Stade Gaston-Gérard, Dijon Spectateurs : 12 115 Diffuseur : beIN Sports 1 Arbitrage : Frank Schneider | Stade Gaston-Gérard, Dijon Spectateurs : 12 115 Diffuseur : beIN Sports 1 Arbitrage : Frank Schneider |
| Dimanche 12 janvier 2020 17:00 | Mendyl 21e · Chouiar 38e · Ngouyamsa Nounchil 72e | Rapport | 41e, 67e Soumaré · 49e Xeka · 71e Bradarić | Stade Gaston-Gérard, Dijon Spectateurs : 12 115 Diffuseur : beIN Sports 1 Arbitrage : Frank Schneider | Stade Gaston-Gérard, Dijon Spectateurs : 12 115 Diffuseur : beIN Sports 1 Arbitrage : Frank Schneider |

| Journée 21                     | LOSC                                   | 0 - 2   | Paris Saint-Germain               | | |
| Dimanche 26 janvier 2020 21:00 |                                        | (0 - 1) | 28e 52e (pen.) Neymar ( Verratti) | Stade Pierre-Mauroy, Villeneuve-d'Ascq Spectateurs : 49 132 Diffuseur : Canal + Arbitrage : Amaury Delerue | Stade Pierre-Mauroy, Villeneuve-d'Ascq Spectateurs : 49 132 Diffuseur : Canal + Arbitrage : Amaury Delerue |
| Dimanche 26 janvier 2020 21:00 | Reinildo 10e · André 38e · Gabriel 51e | Rapport | 81e Gueye                         | Stade Pierre-Mauroy, Villeneuve-d'Ascq Spectateurs : 49 132 Diffuseur : Canal + Arbitrage : Amaury Delerue | Stade Pierre-Mauroy, Villeneuve-d'Ascq Spectateurs : 49 132 Diffuseur : Canal + Arbitrage : Amaury Delerue |

##### Février
| Journée 22                    | RC Strasbourg Alsace | 1 - 2   | LOSC                                           | | |
| Samedi 1er février 2020 20:00 | Thomasson 12e        | (1 - 0) | 65e Gabriel ( Ikoné) · 80e (pen.) Osimhen      | Stade de la Meinau, Strasbourg Spectateurs : 25 139 Diffuseur : beIN Sports 1 (Multiplex) et BeIN Sports Max 8 Arbitrage : Stéphanie Frappart | Stade de la Meinau, Strasbourg Spectateurs : 25 139 Diffuseur : beIN Sports 1 (Multiplex) et BeIN Sports Max 8 Arbitrage : Stéphanie Frappart |
| Samedi 1er février 2020 20:00 | Carole 79e           | Rapport | 35e Çelik · 42e Xeka · 62e Gabriel · 87e André | Stade de la Meinau, Strasbourg Spectateurs : 25 139 Diffuseur : beIN Sports 1 (Multiplex) et BeIN Sports Max 8 Arbitrage : Stéphanie Frappart | Stade de la Meinau, Strasbourg Spectateurs : 25 139 Diffuseur : beIN Sports 1 (Multiplex) et BeIN Sports Max 8 Arbitrage : Stéphanie Frappart |

| Journée 23                 | LOSC                               | 1 - 0   | Stade rennais FC | | |
| Mardi 4 février 2020 19:00 | ( Ikoné) Rémy 4e                   | (1 - 0) |                  | Stade Pierre-Mauroy, Villeneuve-d'Ascq Spectateurs : 35 030 Diffuseur : Canal + Sport Arbitrage : Johan Hamel | Stade Pierre-Mauroy, Villeneuve-d'Ascq Spectateurs : 35 030 Diffuseur : Canal + Sport Arbitrage : Johan Hamel |
| Mardi 4 février 2020 19:00 | Ikoné 44e · Rémy 56e · Sanches 83e | Rapport | 54e Traoré       | Stade Pierre-Mauroy, Villeneuve-d'Ascq Spectateurs : 35 030 Diffuseur : Canal + Sport Arbitrage : Johan Hamel | Stade Pierre-Mauroy, Villeneuve-d'Ascq Spectateurs : 35 030 Diffuseur : Canal + Sport Arbitrage : Johan Hamel |

| Journée 24                    | Angers SCO                          | 0 - 2   | LOSC                                            |                                                                                 |                                                                                 |
| Vendredi 7 février 2020 20:45 |                                     | (0 - 1) | 14e Osimhen ( Bamba) · 75e Sanches ( L. Araújo) | Stade Raymond-Kopa, Angers Diffuseur : Canal + Sport Arbitrage : Benoît Bastien | Stade Raymond-Kopa, Angers Diffuseur : Canal + Sport Arbitrage : Benoît Bastien |
| Vendredi 7 février 2020 20:45 | Traoré 56e · Thioub 85e · Ninga 89e | Rapport | 38e Çelik · 51e Reinildo · 53e Ikoné            | Stade Raymond-Kopa, Angers Diffuseur : Canal + Sport Arbitrage : Benoît Bastien | Stade Raymond-Kopa, Angers Diffuseur : Canal + Sport Arbitrage : Benoît Bastien |

| Journée 25                     | LOSC                 | 1 - 2   | Olympique de Marseille                                                  | | |
| Dimanche 16 février 2020 21:00 | ( Bamba) Osimhen 51e | (0 - 0) | 67e (csc) Reinildo · 69e Benedetto ( Germain)                           | Stade Pierre-Mauroy, Villeneuve-d'Ascq Spectateurs : 47 314 Diffuseur : Canal + Arbitrage : Frank Schneider | Stade Pierre-Mauroy, Villeneuve-d'Ascq Spectateurs : 47 314 Diffuseur : Canal + Arbitrage : Frank Schneider |
| Dimanche 16 février 2020 21:00 |                      | Rapport | 9e Ćaleta-Car · 30e Amavi · 35e Benedetto · 90+2e Aké · 90+4e Strootman | Stade Pierre-Mauroy, Villeneuve-d'Ascq Spectateurs : 47 314 Diffuseur : Canal + Arbitrage : Frank Schneider | Stade Pierre-Mauroy, Villeneuve-d'Ascq Spectateurs : 47 314 Diffuseur : Canal + Arbitrage : Frank Schneider |

| Journée 26                   | LOSC                                                    | 3 - 0   | Toulouse FC                                    | | |
| Samedi 22 février 2020 20:00 | ( Ikoné, Bradarić) Rémy 2e 39e · ( Osimhen) Sanches 72e | (2 - 0) |                                                | Stade Pierre-Mauroy, Villeneuve-d'Ascq Spectateurs : 37 034 Diffuseur : beIN Sports 1 (Multiplex) et BeIN Sports Max 6 Arbitrage : Thomas Léonard | Stade Pierre-Mauroy, Villeneuve-d'Ascq Spectateurs : 37 034 Diffuseur : beIN Sports 1 (Multiplex) et BeIN Sports Max 6 Arbitrage : Thomas Léonard |
| Samedi 22 février 2020 20:00 | Osimhen 44e                                             | Rapport | 24e Leya Iseka · 89e Sangaré · 90+1e Vainqueur | Stade Pierre-Mauroy, Villeneuve-d'Ascq Spectateurs : 37 034 Diffuseur : beIN Sports 1 (Multiplex) et BeIN Sports Max 6 Arbitrage : Thomas Léonard | Stade Pierre-Mauroy, Villeneuve-d'Ascq Spectateurs : 37 034 Diffuseur : beIN Sports 1 (Multiplex) et BeIN Sports Max 6 Arbitrage : Thomas Léonard |

##### Mars
| Journée 27                   | FC Nantes                                             | 0 - 1   | LOSC                               |                                                                                   |                                                                                   |
| Dimanche 1er mars 2020 15:00 |                                                       | (0 - 0) | 58e André ( Sanches)               | Stade de la Beaujoire, Nantes Diffuseur : beIN Sports 1 Arbitrage : Willy Delajod | Stade de la Beaujoire, Nantes Diffuseur : beIN Sports 1 Arbitrage : Willy Delajod |
| Dimanche 1er mars 2020 15:00 | Lafont 8e · Abeid 33e · Pallois 45+1e · Coulibaly 66e | Rapport | 55e Ikoné · 68e Fonte · 90+4e Xeka | Stade de la Beaujoire, Nantes Diffuseur : beIN Sports 1 Arbitrage : Willy Delajod | Stade de la Beaujoire, Nantes Diffuseur : beIN Sports 1 Arbitrage : Willy Delajod |

| Journée 28                 | LOSC              | 1 - 0   | Olympique lyonnais                         | | |
| Dimanche 8 mars 2020 21:00 | ( Bamba) Rémy 33e | (1 - 0) |                                            | Stade Pierre-Mauroy, Villeneuve-d'Ascq Spectateurs : 40 164 Diffuseur : Canal + Arbitrage : Benoît Bastien | Stade Pierre-Mauroy, Villeneuve-d'Ascq Spectateurs : 40 164 Diffuseur : Canal + Arbitrage : Benoît Bastien |
| Dimanche 8 mars 2020 21:00 | Rémy 45+1e        | Rapport | 57e Toko-Ekambi · 70e Traoré · 78e Tousart | Stade Pierre-Mauroy, Villeneuve-d'Ascq Spectateurs : 40 164 Diffuseur : Canal + Arbitrage : Benoît Bastien | Stade Pierre-Mauroy, Villeneuve-d'Ascq Spectateurs : 40 164 Diffuseur : Canal + Arbitrage : Benoît Bastien |

#### Interruption du championnat
Le 13 mars 2020, à partir de la 29e journée, la Ligue de football professionnel (LFP) suspend jusqu'à nouvel ordre, les matchs de Ligue 1 et Ligue 2 en raison de la pandémie de coronavirus.
Le 28 avril 2020, Édouard Philippe annonce dans un discours à l'Assemblée nationale que la saison 2019-2020 des compétitions sportives en France ne pourra pas reprendre. Le 30 avril, le conseil d'administration de la LFP vote la fin officielle des championnats de Ligue 1 et Ligue 2. Pour déterminer le classement final, la Ligue prend en compte un indice de performance selon le nombre de points marqués sur tous les matchs joués.
Le LOSC se classe ainsi à la 4e place et se qualifie pour la prochaine édition de la Ligue Europa.

#### Matchs annulés
| Journée 29 | Stade brestois 29 | - | LOSC |                             |
|            |                   |   |      | Stade Francis-Le Blé, Brest |

| Journée 30 | LOSC | - | AS Monaco |                                        |
|            |      |   |           | Stade Pierre-Mauroy, Villeneuve-d'Ascq |

| Journée 31 | Montpellier HSC | - | LOSC |                                 |
|            |                 |   |      | Stade de la Mosson, Montpellier |

| Journée 32 | FC Metz | - | LOSC |                              |
|            |         |   |      | Stade Saint-Symphorien, Metz |

| Journée 33 | LOSC | - | OGC Nice |                                        |
|            |      |   |          | Stade Pierre-Mauroy, Villeneuve-d'Ascq |

| Journée 34 | Nîmes Olympique | - | LOSC |                            |
|            |                 |   |      | Stade des Costières, Nîmes |

| Journée 35 | LOSC | - | Stade de Reims |                                        |
|            |      |   |                | Stade Pierre-Mauroy, Villeneuve-d'Ascq |

| Journée 36 | AS Saint-Étienne | - | LOSC Lille |                                        |
|            |                  |   |            | Stade Geoffroy-Guichard, Saint-Étienne |

| Journée 37 | LOSC | - | Amiens SC |                                        |
|            |      |   |           | Stade Pierre-Mauroy, Villeneuve-d'Ascq |

| Journée 38 | Girondins de Bordeaux | - | LOSC |                             |
|            |                       |   |      | Matmut Atlantique, Bordeaux |

#### Classement
| Rang | Équipe                      | Pts | J  | G  | N  | P  | Bp | Bc | Diff | Qualification ou relégation                                             |
| ---- | --------------------------- | --- | -- | -- | -- | -- | -- | -- | ---- | ----------------------------------------------------------------------- |
| 1    | Paris Saint-Germain T S C L | 68  | 27 | 22 | 2  | 3  | 75 | 24 | +51  | Qualification pour la phase de groupes de la Ligue des champions        |
| 2    | Olympique de Marseille      | 56  | 28 | 16 | 8  | 4  | 41 | 29 | +12  | Qualification pour la phase de groupes de la Ligue des champions        |
| 3    | Stade rennais FC            | 50  | 28 | 15 | 5  | 8  | 38 | 24 | +14  | Qualification pour la phase de groupes de la Ligue des champions        |
| 4    | LOSC Lille                  | 49  | 28 | 15 | 4  | 9  | 35 | 27 | +8   | Qualification pour la phase de groupes de la Ligue Europa               |
| 5    | OGC Nice                    | 41  | 28 | 11 | 8  | 9  | 41 | 38 | +3   | Qualification pour la phase de groupes de la Ligue Europa               |
| 6    | Stade de Reims              | 41  | 28 | 10 | 11 | 7  | 26 | 21 | +5   | Qualification pour le deuxième tour de qualification de la Ligue Europa |
| 7    | Olympique lyonnais          | 40  | 28 | 11 | 7  | 10 | 42 | 27 | +15  |                                                                         |

#### Évolution du classement et des résultats
| Journée  | 1 | 2  | 3 | 4  | 5 | 6 | 7 | 8 | 9 | 10 | 11 | 12 | 13 | 14 | 15 | 16 | 17 | 18 | 19 | 20 | 21 | 22 | 23 | 24 | 25 | 26 | 27 | 28 | 29       | 30       | 31       | 32       | 33       | 34       | 35       | 36       | 37       | 38       | Journées en tête | Journées sur le podium |
| -------- | - | -- | - | -- | - | - | - | - | - | -- | -- | -- | -- | -- | -- | -- | -- | -- | -- | -- | -- | -- | -- | -- | -- | -- | -- | -- | -------- | -------- | -------- | -------- | -------- | -------- | -------- | -------- | -------- | -------- | ---------------- | ---------------------- |
| Rang     | 6 | 10 | 4 | 10 | 5 | 6 | 3 | 4 | 5 | 7  | 3  | 5  | 5  | 10 | 8  | 4  | 3  | 3  | 4  | 5  | 7  | 4  | 4  | 4  | 4  | 4  | 4  | 4  | Non joué | Non joué | Non joué | Non joué | Non joué | Non joué | Non joué | Non joué | Non joué | Non joué | —                | 4                      |
| Résultat | G | D  | G | D  | G | N | G | N | N | D  | G  | D  | N  | D  | G  | G  | G  | G  | D  | D  | D  | G  | G  | G  | D  | G  | G  | G  | Non joué | Non joué | Non joué | Non joué | Non joué | Non joué | Non joué | Non joué | Non joué | Non joué | —                | —                      |

### Ligue des champions

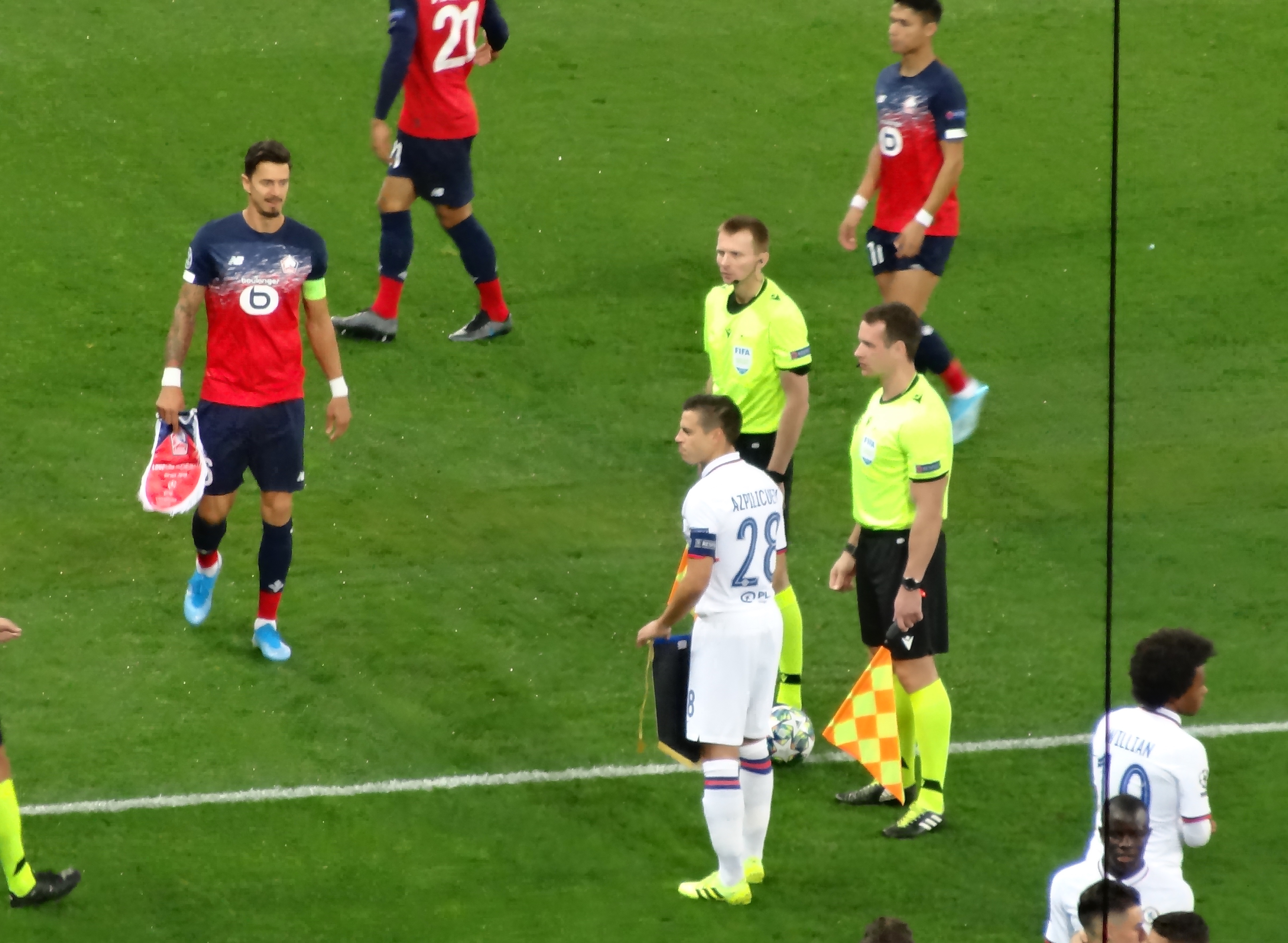
José Fonte contre Chelsea

La Ligue des champions 2019-2020 est la 65e édition de la Ligue des champions, la plus prestigieuse des compétitions européennes inter-clubs. Elle est divisée en deux phases, une phase de groupes, qui consiste en huit mini-championnats de quatre équipes par groupe, les deux premières poursuivant la compétition et la troisième étant repêchée en seizièmes de finale de la Ligue Europa. Liverpool remet en jeu son titre de l'année précédente obtenu face à Tottenham. Le Real Madrid détient le record de victoires, au nombre de treize, dans cette compétition.
Placé dans le chapeau 4 lors du tirage au sort, le LOSC fait office de "petit poucet" de la compétition, puisqu'il s'agit de l'équipe avec le plus faible indice UEFA parmi les 32 qualifiées pour la phase de groupes (11.699). Logiquement, le club hérite d'un tirage au sort relevé où figure Chelsea (vainqueur de la précédente Ligue Europa), l'Ajax Amsterdam (demi-finaliste de la précédente édition) et Valence, déjà croisé à deux reprises par le passé.
Pour leur retour dans la compétition reine de l'UEFA, près de 3 000 supporters font le déplacement à Amsterdam, non sans quelques échauffourés. Les Dogues ne parviennent toujours pas à gagner pour leur entrée dans la compétition, et s'inclinent 3-0.
Suivent deux rencontres au stade Pierre-Mauroy, où les Dogues s'inclinent d'abord contre Chelsea dans un match où ils ont pourtant quasi-fait jeu égal. Face à Valence, réduit à 10 en fin de match, Ikoné arrache le premier point de son équipe grâce à un but dans le temps additionnel.
Au retour à Mestalla, Victor Osimhen ouvre la marque sur un contre et permet aux siens de mener à la mi-temps. À l'heure de jeu, une décision arbitrale contestable permet aux Espagnols de revenir dans le match grâce à un penalty généreux. À dix minutes du terme, Soumaoro marque alors contre son camp, avant que Kondogbia et Torres marquent à leur tour, éliminant déjà les Lillois de la compétition.
Un mince espoir existe encore pour rejoindre la Ligue Europa lorsque l'Ajax se présente pour le match retour à Villeneuve-d'Ascq. Ziyech marque d'entrée et les bataves maîtrisent la partie. Après un autre but signé Promes, le LOSC est éliminé de toute compétition européenne.
La dernière rencontre à Stamford Bridge est sans enjeu et solde par une dernière défaite (2-1).

#### Phase de groupes
| Rang | Équipe         | Pts | J | G | N | P | Bp | Bc | Diff |  | Résultats (▼ dom., ► ext.) |     |     |     |     |
| ---- | -------------- | --- | - | - | - | - | -- | -- | ---- |  | -------------------------- | --- | --- | --- | --- |
| 1    | Valence CF     | 11  | 6 | 3 | 2 | 1 | 9  | 7  | +2   |  | Valence CF                 |     | 2-2 | 0-3 | 4-1 |
| 2    | Chelsea FC     | 11  | 6 | 3 | 2 | 1 | 11 | 9  | +2   |  | Chelsea FC                 | 0-1 |     | 4-4 | 2-1 |
| 3    | Ajax Amsterdam | 10  | 6 | 3 | 1 | 2 | 12 | 6  | +6   |  | Ajax Amsterdam             | 0-1 | 0-1 |     | 3-0 |
| 4    | LOSC Lille     | 1   | 6 | 0 | 1 | 5 | 4  | 14 | -10  |  | LOSC Lille                 | 1-1 | 1-2 | 0-2 |     |

### Coupe de France
La coupe de France 2019-2020 est la 103e édition de la coupe de France, une compétition à élimination directe mettant aux prises tous les clubs de football amateurs et professionnels à travers la France métropolitaine et les DOM-TOM. Elle est organisée par la FFF et ses ligues régionales. Lors de cette édition 2020, le Stade rennais remet en jeu son titre de l'année dernière obtenu face au Paris Saint-Germain. Par ailleurs, la formation parisienne détient le record de victoires dans cette compétition, au nombre de douze.

### Coupe de la Ligue
La coupe de la Ligue 2019-2020 est la 26e édition de la Coupe de la Ligue, compétition à élimination directe organisée par la Ligue de football professionnel (LFP) depuis 1994, qui rassemble uniquement les clubs professionnels de Ligue 1, Ligue 2 et National. Le RC Strasbourg Alsace remet en jeu son titre de l'année dernière obtenu face à l'En Avant de Guingamp. Le Paris Saint-Germain détient le record de victoires, au nombre de huit, dans cette compétition, à quatre unités devant l'Olympique de Marseille et les Girondins de Bordeaux.
Le 18 septembre 2019, la LFP annonce que cette édition sera la dernière avant la suppression de la compétition.

## Joueurs

### Effectif professionnel
Le premier tableau liste l'effectif professionnel du LOSC pour la saison 2019-2020. Le second recense les prêts effectués par le club lors de cette même saison.
En grisé, les sélections de joueurs internationaux chez les jeunes mais n'ayant jamais été appelés aux échelons supérieur une fois l'âge limite dépassé.

## Statistiques

### Statistiques collectives
| Compétition         | Débute au tour   | Termine          | Matches joués | Gagnés | Nuls | Perdus | Buts pour | Buts contre | Différence |
| ------------------- | ---------------- | ---------------- | ------------- | ------ | ---- | ------ | --------- | ----------- | ---------- |
| Ligue 1             | -                | 4e               | 28            | 15     | 4    | 9      | 35        | 27          | +8         |
| Ligue des champions | Phase de groupes | Phase de groupes | 6             | 0      | 1    | 5      | 4         | 14          | -10        |
| Coupe de la Ligue   | 1/8 de finale    | Demi-finales     | 3             | 2      | 1    | 0      | 7         | 2           | +5         |
| Coupe de France     | 1/32 de finale   | 1/8 de finale    | 3             | 2      | 0    | 1      | 6         | 4           | +2         |
| Total               | -                | -                | 40            | 19     | 6    | 15     | 52        | 47          | +5         |

### Statistiques individuelles

#### Statistiques buteurs
| Place | Nom            | Ligue 1 | Ligue des champions | Coupe de France | Coupe de la Ligue | TOTAL des buts |
| 1     | Victor Osimhen | 13      | 2                   | 1               | 2                 | 18 buts        |
| 2     | Loïc Rémy      | 7       | 1                   | 3               | 3                 | 14 buts        |
| 3     | Jonathan Ikoné | 3       | 1                   |                 |                   | 4 buts         |
| 3     | Renato Sanches | 3       |                     |                 | 1                 | 4 buts         |
| 3     | Luiz Araújo    | 2       |                     | 1               | 1                 | 4 buts         |
| 6     | Benjamin André | 2       |                     |                 |                   | 2 buts         |
| 6     | José Fonte     | 1       |                     | 1               |                   | 2 buts         |
| 8     | Jonathan Bamba | 1       |                     |                 |                   | 1 but          |
| 8     | Gabriel        | 1       |                     |                 |                   | 1 but          |
| 8     | Adama Soumaoro | 1       |                     |                 |                   | 1 but          |
| 8     | Yusuf Yazıcı   | 1       |                     |                 |                   | 1 but          |
| Total | 11 buteurs     | 35 buts | 4 buts              | 6 buts          | 7 buts            | 52 buts        |

#### Statistiques passeurs
| Place | Nom               | Ligue 1   | Ligue des champions | Coupe de France | Coupe de la Ligue | TOTAL des passes |
| 1     | Jonathan Bamba    | 3         | 2                   | 3               |                   | 8 passes         |
| 2     | Jonathan Ikoné    | 6         |                     |                 | 1                 | 7 passes         |
| 3     | Victor Osimhen    | 4         |                     |                 |                   | 4 passes         |
| 3     | Yusuf Yazıcı      | 4         |                     |                 |                   | 4 passes         |
| 3     | Benjamin André    | 1         | 2                   | 1               |                   | 4 passes         |
| 6     | Domagoj Bradarić  | 2         |                     |                 | 1                 | 3 passes         |
| 7     | Zeki Çelik        | 2         |                     |                 |                   | 2 passes         |
| 7     | Luiz Araújo       | 1         |                     | 1               |                   | 2 passes         |
| 9     | José Fonte        | 1         |                     |                 |                   | 1 passe          |
| 9     | Renato Sanches    | 1         |                     |                 |                   | 1 passe          |
| 9     | Xeka              |           |                     | 1               |                   | 1 passe          |
| 9     | Boubakary Soumaré |           |                     |                 | 1                 | 1 passe          |
| Total | 12 passeurs       | 25 passes | 4 passes            | 6 passes        | 3 passes          | 38 passes        |

#### Statistiques détaillées
| Numéro | Nat. | Nom               | Championnat | Championnat | Championnat    | Championnat | Championnat  | Coupes nationales | Coupes nationales | Coupes nationales | Coupes nationales | Coupes nationales | Ligues des champions | Ligues des champions | Ligues des champions | Ligues des champions | Ligues des champions | Total | Total       | Total          | Total  | Total        |
| Numéro | Nat. | Nom               | M.j.        | But inscrit | Passe décisive | Averti      | Carton rouge | M.j.              | But inscrit       | Passe décisive    | Averti            | Carton rouge      | M.j.                 | But inscrit          | Passe décisive       | Averti               | Carton rouge         | M.j.  | But inscrit | Passe décisive | Averti | Carton rouge |
| ------ | ---- | ----------------- | ----------- | ----------- | -------------- | ----------- | ------------ | ----------------- | ----------------- | ----------------- | ----------------- | ----------------- | -------------------- | -------------------- | -------------------- | -------------------- | -------------------- | ----- | ----------- | -------------- | ------ | ------------ |
| 1      |      | Léo Jardim        | 0           | 0           | 0              | 0           | 0            | 3                 | 0                 | 0                 | 1                 | 0                 | 1                    | 0                    | 0                    | 0                    | 0                    | 4     | 0           | 0              | 1      | 0            |
| 2      |      | Tiago Djaló       | 8           | 0           | 0              | 2           | 0            | 3                 | 0                 | 0                 | 0                 | 0                 | 3                    | 0                    | 0                    | 1                    | 0                    | 14    | 0           | 0              | 3      | 0            |
| 4      |      | Gabriel           | 24          | 1           | 0              | 3           | 0            | 4                 | 0                 | 0                 | 1                 | 0                 | 6                    | 0                    | 0                    | 2                    | 0                    | 34    | 1           | 0              | 6      | 0            |
| 5      |      | Adama Soumaoro    | 6           | 0           | 1              | 0           | 0            | 3                 | 0                 | 0                 | 2                 | 0                 | 1                    | 0                    | 0                    | 0                    | 0                    | 10    | 0           | 1              | 2      | 0            |
| 6      |      | José Fonte        | 25          | 1           | 1              | 4           | 0            | 4                 | 1                 | 0                 | 1                 | 0                 | 4                    | 0                    | 0                    | 1                    | 0                    | 33    | 2           | 1              | 6      | 0            |
| 7      |      | Victor Osimhen    | 27          | 13          | 4              | 4           | 0            | 6                 | 3                 | 0                 | 0                 | 0                 | 5                    | 2                    | 0                    | 1                    | 0                    | 38    | 18          | 4              | 5      | 0            |
| 8      |      | Xeka              | 17          | 0           | 0              | 4           | 0            | 5                 | 0                 | 1                 | 2                 | 0                 | 3                    | 0                    | 0                    | 1                    | 0                    | 25    | 0           | 1              | 7      | 0            |
| 9      |      | Loïc Rémy         | 20          | 7           | 0              | 2           | 0            | 6                 | 6                 | 0                 | 0                 | 0                 | 4                    | 1                    | 0                    | 0                    | 0                    | 30    | 14          | 0              | 2      | 0            |
| 10     |      | Jonathan Ikoné    | 28          | 3           | 6              | 6           | 0            | 4                 | 0                 | 1                 | 0                 | 0                 | 4                    | 1                    | 0                    | 1                    | 0                    | 36    | 4           | 7              | 7      | 0            |
| 11     |      | Luiz Araújo       | 21          | 2           | 1              | 1           | 0            | 6                 | 2                 | 1                 | 0                 | 0                 | 6                    | 0                    | 0                    | 1                    | 0                    | 33    | 4           | 2              | 2      | 0            |
| 12     |      | Yusuf Yazıcı      | 18          | 1           | 4              | 2           | 0            | 1                 | 0                 | 0                 | 0                 | 0                 | 6                    | 0                    | 0                    | 0                    | 0                    | 25    | 1           | 4              | 2      | 0            |
| 14     |      | Jonathan Bamba    | 26          | 1           | 3              | 1           | 0            | 5                 | 0                 | 3                 | 0                 | 0                 | 6                    | 0                    | 2                    | 0                    | 0                    | 37    | 1           | 8              | 1      | 0            |
| 16     |      | Mike Maignan      | 28          | 0           | 0              | 0           | 0            | 3                 | 0                 | 0                 | 0                 | 0                 | 6                    | 0                    | 0                    | 0                    | 0                    | 37    | 0           | 0              | 0      | 0            |
| 17     |      | Zeki Çelik        | 23          | 0           | 2              | 4           | 0            | 3                 | 0                 | 0                 | 0                 | 0                 | 6                    | 0                    | 0                    | 2                    | 0                    | 32    | 0           | 2              | 6      | 0            |
| 18     |      | Renato Sanches    | 19          | 3           | 1              | 3           | 0            | 6                 | 1                 | 0                 | 0                 | 0                 | 5                    | 0                    | 0                    | 1                    | 0                    | 30    | 4           | 1              | 4      | 0            |
| 20     |      | Thiago Maia       | 3           | 0           | 0              | 0           | 0            | 1                 | 0                 | 0                 | 0                 | 0                 | 1                    | 0                    | 0                    | 0                    | 0                    | 5     | 0           | 0              | 0      | 0            |
| 20     |      | Nicolás Gaitán    | 4           | 0           | 0              | 0           | 0            | 0                 | 0                 | 0                 | 0                 | 0                 | 0                    | 0                    | 0                    | 0                    | 0                    | 4     | 0           | 0              | 0      | 0            |
| 21     |      | Benjamin André    | 26          | 2           | 1              | 7           | 0            | 5                 | 0                 | 1                 | 2                 | 0                 | 5                    | 0                    | 2                    | 1                    | 0                    | 36    | 2           | 4              | 10     | 0            |
| 22     |      | Timothy Weah      | 3           | 0           | 0              | 1           | 0            | 0                 | 0                 | 0                 | 0                 | 0                 | 0                    | 0                    | 0                    | 0                    | 0                    | 3     | 0           | 0              | 1      | 0            |
| 24     |      | Boubakary Soumaré | 20          | 0           | 0              | 2           | 1            | 4                 | 0                 | 1                 | 0                 | 0                 | 6                    | 0                    | 0                    | 0                    | 0                    | 30    | 0           | 1              | 2      | 1            |
| 26     |      | Jérémy Pied       | 5           | 0           | 0              | 2           | 0            | 3                 | 0                 | 0                 | 0                 | 0                 | 1                    | 0                    | 0                    | 0                    | 0                    | 9     | 0           | 0              | 2      | 0            |
| 28     |      | Reinildo          | 16          | 0           | 0              | 4           | 0            | 4                 | 0                 | 0                 | 1                 | 0                 | 2                    | 0                    | 0                    | 1                    | 0                    | 22    | 0           | 0              | 6      | 0            |
| 29     |      | Domagoj Bradarić  | 18          | 0           | 2              | 1           | 0            | 3                 | 0                 | 1                 | 1                 | 0                 | 3                    | 0                    | 0                    | 1                    | 0                    | 24    | 0           | 3              | 3      | 0            |
|        |      | Éric Bocat        | 0           | 0           | 0              | 0           | 0            | 1                 | 0                 | 0                 | 1                 | 0                 | 0                    | 0                    | 0                    | 0                    | 0                    | 1     | 0           | 0              | 1      | 0            |
|        |      | Cheikh Niasse     | 1           | 0           | 0              | 0           | 0            | 0                 | 0                 | 0                 | 0                 | 0                 | 0                    | 0                    | 0                    | 0                    | 0                    | 1     | 0           | 0              | 0      | 0            |
|        |      | Jean Onana        | 1           | 0           | 0              | 0           | 0            | 0                 | 0                 | 0                 | 0                 | 0                 | 0                    | 0                    | 0                    | 0                    | 0                    | 1     | 0           | 0              | 0      | 0            |
|        |      | Abou Ouattara     | 1           | 0           | 0              | 0           | 0            | 0                 | 0                 | 0                 | 0                 | 0                 | 0                    | 0                    | 0                    | 0                    | 0                    | 1     | 0           | 0              | 0      | 0            |

#### Statistiques joueurs prêtés
| Nom                  | Club en prêt             | Championnat | Championnat | Championnat | Championnat  | Coupes nationales | Coupes nationales | Coupes nationales | Coupes nationales | Compétitions internationales | Compétitions internationales | Compétitions internationales | Compétitions internationales | Total | Total | Total  | Total        |
| Nom                  | Club en prêt             | MJ          | B           | Averti      | Carton rouge | MJ                | B                 | Averti            | Carton rouge      | MJ                           | B                            | Averti                       | Carton rouge                 | MJ    | B     | Averti | Carton rouge |
| -------------------- | ------------------------ | ----------- | ----------- | ----------- | ------------ | ----------------- | ----------------- | ----------------- | ----------------- | ---------------------------- | ---------------------------- | ---------------------------- | ---------------------------- | ----- | ----- | ------ | ------------ |
| Júnior Alonso        | Boca Juniors             | 14          | 0           | 2           | 0            | 1                 | 0                 | 0                 | 0                 | 2                            | 0                            | 0                            | 0                            | 17    | 0     | 2      | 0            |
| Yassine Benzia       | Olympiakos               | 5           | 0           | 0           | 0            | 1                 | 0                 | 0                 | 0                 | 3                            | 0                            | 2                            | 0                            | 9     | 0     | 2      | 0            |
| Charles-Andreas Brym | Belenenses SAD           | 1           | 0           | 0           | 0            | 0                 | 0                 | 0                 | 0                 | 0                            | 0                            | 0                            | 0                            | 1     | 0     | 0      | 0            |
| Kouadio-Yves Dabila  | Cercle Bruges            | 21          | 1           | 5           | 0            | 0                 | 0                 | 0                 | 0                 | 0                            | 0                            | 0                            | 0                            | 21    | 1     | 5      | 0            |
| Imad Faraj           | Belenenses SAD           | 3           | 0           | 0           | 0            | 1                 | 0                 | 0                 | 0                 | 0                            | 0                            | 0                            | 0                            | 4     | 0     | 0      | 0            |
| Alexis Flips         | AC Ajaccio               | 13          | 0           | 1           | 0            | 2                 | 0                 | 0                 | 0                 | 0                            | 0                            | 0                            | 0                            | 15    | 0     | 1      | 0            |
| Adam Jakubech        | KV Courtrai              | 14          | 0           | 0           | 0            | 5                 | 0                 | 0                 | 0                 | 0                            | 0                            | 0                            | 0                            | 19    | 0     | 0      | 0            |
| Hervé Koffi          | Belenenses SAD           | 14          | 0           | 4           | 0            | 0                 | 0                 | 0                 | 0                 | 0                            | 0                            | 0                            | 0                            | 9     | 0     | 0      | 0            |
| Rominigue Kouamé     | C. Bruges + ESTAC Troyes | 13 + 7      | 0           | 5 + 4       | 0            | 1                 | 0                 | 0                 | 0                 | 0                            | 0                            | 0                            | 0                            | 21    | 0     | 9      | 0            |
| Thiago Maia          | Flamengo                 | 0           | 0           | 0           | 0            | 0                 | 0                 | 0                 | 0                 | 3                            | 0                            | 1                            | 0                            | 3     | 0     | 1      | 0            |
| Teddy Okou           | US Créteil-Lusitanos     | 9           | 0           | 0           | 0            | 0                 | 0                 | 0                 | 0                 | 0                            | 0                            | 0                            | 0                            | 9     | 0     | 0      | 0            |
| Abou Ouattara        | Vitória Guimarães        | 3           | 0           | 1           | 0            | 0                 | 0                 | 0                 | 0                 | 0                            | 0                            | 0                            | 0                            | 3     | 0     | 1      | 0            |
| Hakim Ouro-Sama      | Belenenses SAD           | 4           | 0           | 0           | 0            | 0                 | 0                 | 0                 | 0                 | 0                            | 0                            | 0                            | 0                            | 4     | 0     | 0      | 0            |
| Scotty Sadzoute      | Pau FC                   | 16          | 0           | 1           | 1            | 6                 | 0                 | 0                 | 0                 | 0                            | 0                            | 0                            | 0                            | 22    | 0     | 0      | 0            |
| Show                 | Belenenses SAD           | 18          | 0           | 10          | 0            | 1                 | 0                 | 1                 | 0                 | 0                            | 0                            | 0                            | 0                            | 19    | 0     | 11     | 0            |
| Adama Soumaoro       | Genoa CFC                | 4           | 1           | 2           | 0            | 0                 | 0                 | 0                 | 0                 | 0                            | 0                            | 0                            | 0                            | 4     | 1     | 2      | 0            |
| Agim Zeka            | Fortuna Sittard          | 5           | 0           | 0           | 0            | 1                 | 1                 | 0                 | 0                 | 0                            | 0                            | 0                            | 0                            | 6     | 1     | 0      | 0            |

## Onze de départ (toutes compétitions)
| No. | Pos. | Joueur           | Joués | Notes                   |
| --- | ---- | ---------------- | ----- | ----------------------- |
| 16  | GB   | Mike Maignan     | 37    | Jardim a joué 4 fois    |
| 17  | DD   | Zeki Çelik       | 32    | Pied a joué 9 fois      |
| 6   | DC   | José Fonte       | 33    | Djaló a joué 14 fois    |
| 4   | DC   | Gabriel          | 34    | Soumaoro a joué 10 fois |
| 29  | DG   | Domagoj Bradarić | 24    | Reinildo a joué 22 fois |
| 18  | MR   | Renato Sanches   | 30    | Soumaré a joué 30 fois  |
| 21  | MR   | Benjamin André   | 36    | Xeka a joué 25 fois     |
| 10  | AiD  | Jonathan Ikoné   | 36    | Yazıcı a joué 25 fois   |
| 14  | AiG  | Jonathan Bamba   | 37    | Araújo a joué 33 fois   |
| 7   | AC   | Victor Osimhen   | 38    |                         |
| 9   | AC   | Loïc Rémy        | 30    | Weah a joué 3 fois      |

| Maignan Fonte (C) Gabriel Çelik Bradarić Sanches André Ikoné Bamba Osimhen Rémy |

## Récompenses individuelles

### Dogues du mois
Le club fait voter ses supporters pour désigner un joueur du mois parmi l'effectif, il est appelé le Dogue du mois. En fin de saison, Victor Osimhen remporte le trophée de Dogue de l'année.
| Mois      | Vainqueurs     | Mois             | Vainqueurs     |
| --------- | -------------- | ---------------- | -------------- |
| Août      | Victor Osimhen | Janvier          | Renato Sanches |
| Septembre | Victor Osimhen | Février          | Loïc Rémy      |
| Octobre   | Benjamin André | Dogue de l'année | Victor Osimhen |
| Novembre  | Benjamin André |                  |                |
| Décembre  | Renato Sanches |                  |                |

### Trophée UNFP
Trophée du joueur du mois UNFP
- Septembre :  Victor Osimhen

## Équipe réserve
L'équipe réserve du LOSC, appelée Pro 2, joue cette saison en National 2 dans le groupe A et elle est entraînée par Fernando Da Cruz. La saison dernière, l'équipe avait terminé à la 4e place du groupe D de la National 2.
À la suite de la pandémie de coronavirus, la FFF a décidé d’arrêter le championnat à la 21e journée. L’instance a également indiqué que le classement final prenait en compte le classement des quotients entre le nombre de points obtenus et le nombre de matchs joués afin de neutraliser l’impact du nombre inégal de matchs disputés entre les équipes. Aucun titre de champion n'est décerné.

## Équipementier et sponsors
Les équipes du LOSC restent équipées par New Balance, qui réalise un jeu de trois maillots pour cette saison. En novembre, un quatrième maillot d'inspiration historique est porté contre Dijon pour célébrer les 75 ans du club. Il est commercialisé en série limitée à 1944 exemplaires.
Par ailleurs, le club retrouve un sponsor principal avec l'arrivée de Boulanger, dont le logo est arboré sur le devant des maillots. Outre le fournisseur d'électroménager, les autres partenaires officiels sont Winamax, Crédit Mutuel Nord Europe, St Once (traiteur), Adecco, BR-Events, Waze et Nacon.